# Pavonia schrankii
Pavonia schrankii är en malvaväxtart som beskrevs av Spreng.. Pavonia schrankii ingår i släktet påfågelsmalvor, och familjen malvaväxter. Inga underarter finns listade i Catalogue of Life.

## Bildgalleri

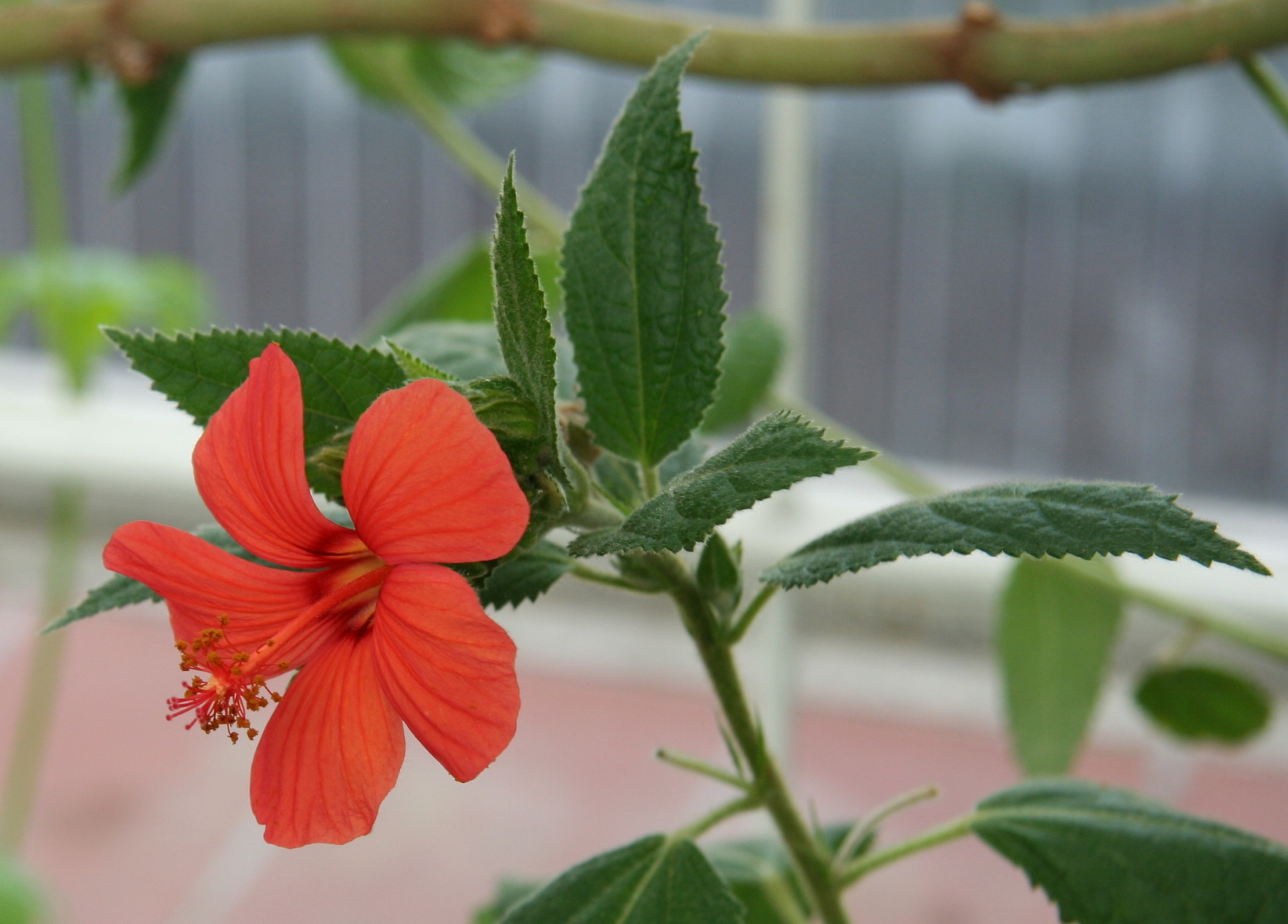